# 2026. évi téli olimpiai játékok
A 2026. évi téli olimpiai játékokat, hivatalos nevén a XXV. téli olimpiai játékokat 2026. február 6 és 22 között rendezik rendezik Milánóban és Cortina d’Ampezzóban. Cortina rendezett már korábban olimpiát. Ez a 25. téli olimpia lesz. A rendező várost a 128. IOC gyűlésen választotta ki a Nemzetközi Olimpiai Bizottság 2019-ben. 
Oroszországot kizárták a játékokról.

## Pályázatok
Québec város vezetése 2009 novemberében bejelentette, hogy pályázna a 2022-es vagy a 2026-os téli olimpia rendezésére. Québec korábban a 2010-es olimpiát is lebonyolította volna, de Kanada végül Vancouverrel pályázott.
2014 novemberében Szapporo polgármestere Ueda Fumio úgy nyilatkozott, hogy a város érdeklődik a 2026-os rendezés iránt.
2017 februárjában a svájci St. Moritzban rendezett népszavazáson a voksolók 60%-a elutasította a város pályázati szándékát.
2017 októberében Tirolban népszavazás (53%) utasította el Innsbruck rendezési terveit. 
2018 elején Graz és Schladming vezetése megszavazta a közös indulást. Júliusban visszaléptek a pályázattól.
2018 áprilisában a törökországi Erzurum a rendezéssel kapcsolatos szándéknyilatkozatot nyújtott be a NOB-nak.
A rendezésre hét város jelentkezett. Közülük Graz, Sion és Szapporo is visszalépett. Erzurumot utaztatási, telekommunikációs és a repülőtér infrastrukturális problémái miatt NOB kizárta a kandidálók közül.
2018 októberében Argentína jelezte, hogy tűzföldi Ushuaia esetleg pályázna.
Ugyanekkor Calgary polgármestere bejelentette, hogy visszavonja a pályázatát, amennyiben nem tud megállapodni a Kanada kormányával az esemény finanszírozásáról. Novemberben véleménynyilvánító népszavazáson a szavazók 56,4% elutasította a rendezést, ezért a város visszalépett.
2019 júniusában Milánó kapta meg a rendezés jogát 47 szavazattal a 34 stockholmi vokssal szemben.